# Вильгельминизм

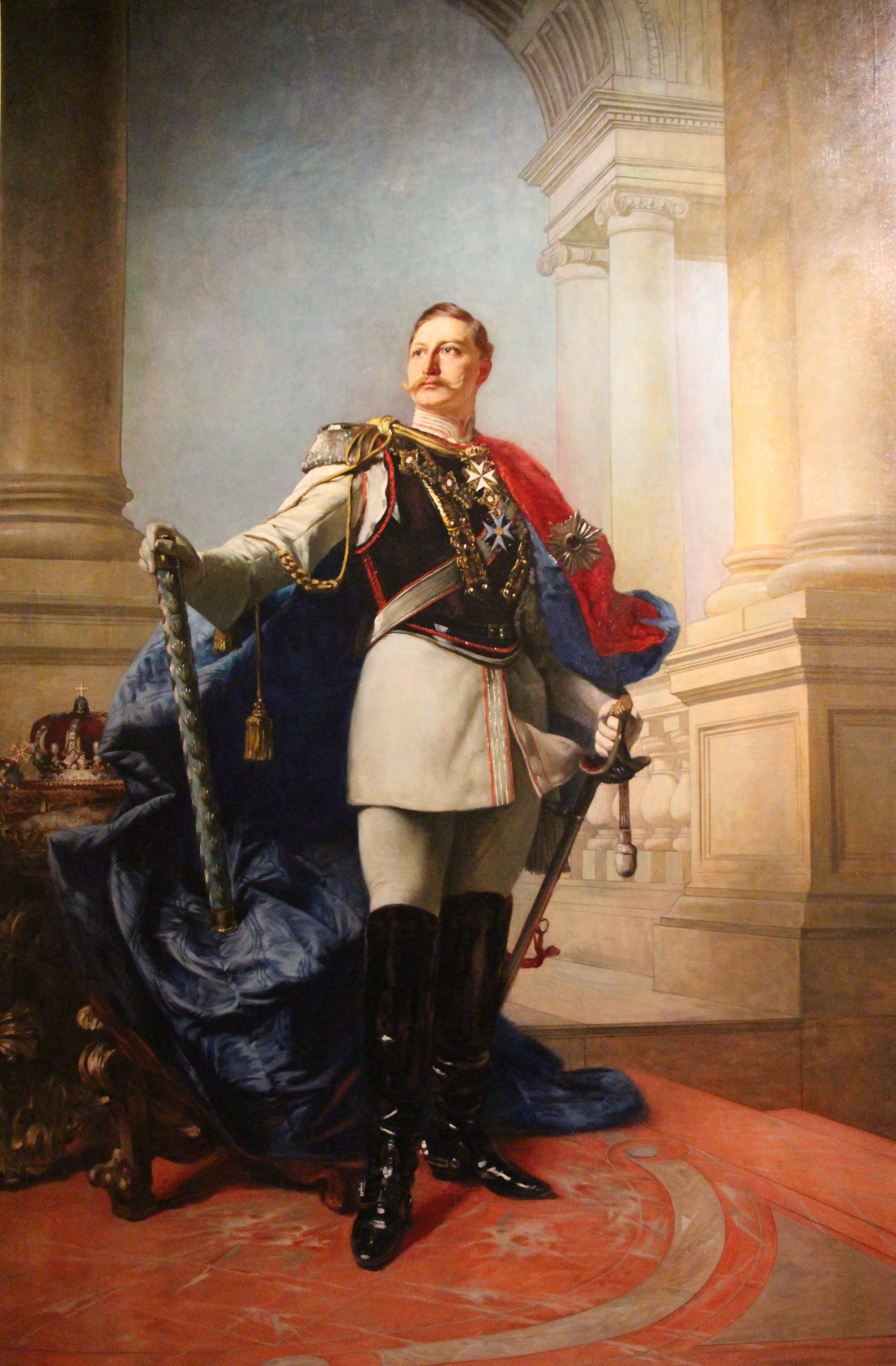
Кайзер Вильгельм II на портрете работы Макса Конера

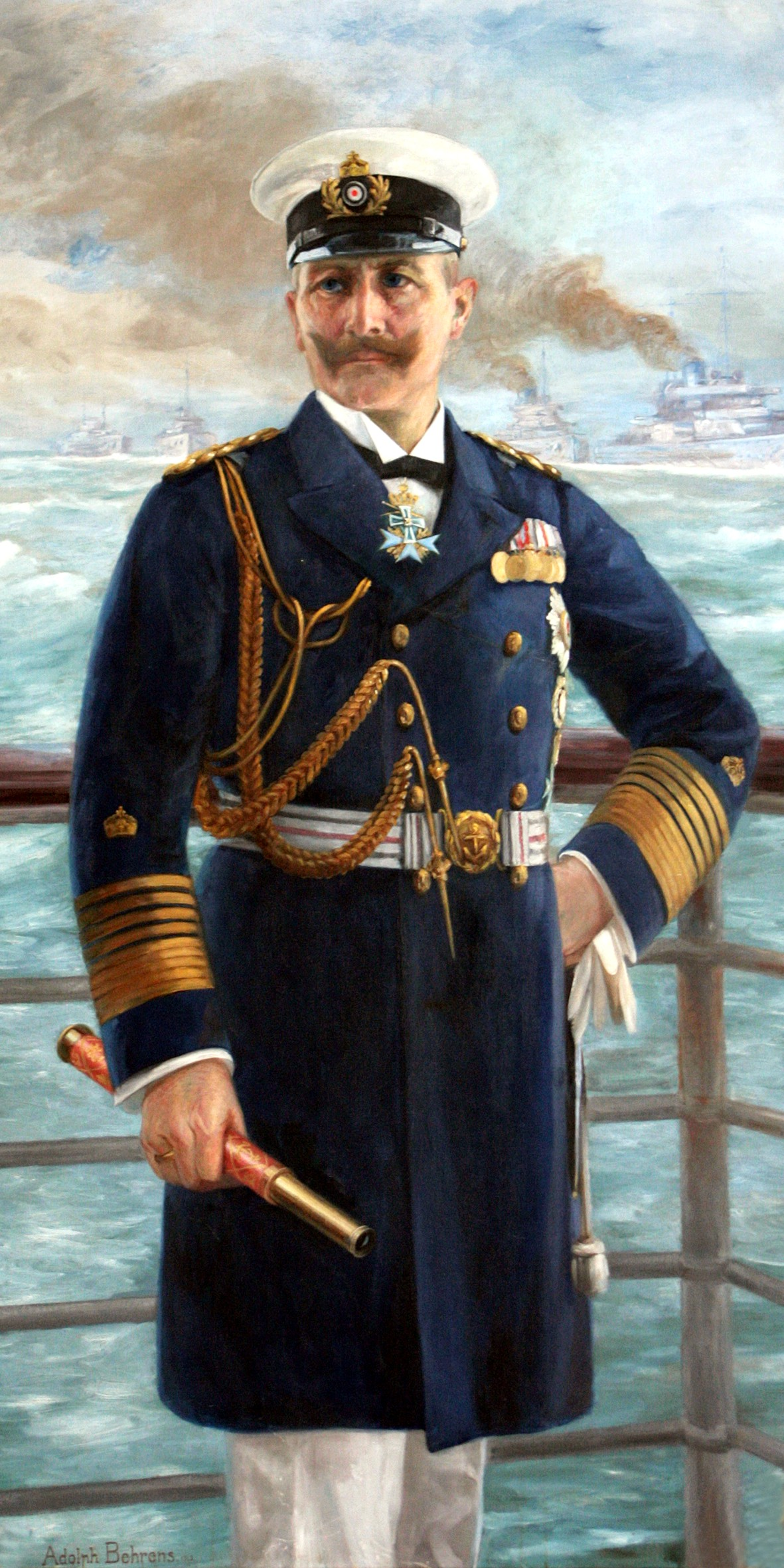
Вильгельм II в форме гроссадмирала на портрете работы Адольфа Беренса. 1913

Вильгельминизм (нем. Wilhelminismus, по имени Вильгельм, также вильгельмовская эпоха, вильгельмовская эра) — исторический термин для обозначения 30-летнего периода правления в Германской империи кайзера Вильгельма II в 1888—1918 годах. Эта эпоха обладала характерными признаками в политике, общественной жизни, культуре и искусстве. Началом вильгельминизма считается отставка рейхсканцлера Отто фон Бисмарка в 1890 году, спустя два года после провозглашения Вильгельма II германским императором. Конец эпохи Вильгельма ознаменовало отречение кайзера по окончании Первой мировой войны.
Вильгельм II не представил нового проекта организации германского общества, поэтому вильгельминизм не связан с общественным устройством, а связывается преимущественно с внешним образом кайзера Вильгельма II и его имиджем могущественной личности в результате его завышенной самооценки, которую подмечал ещё его дед Вильгельм I. Политический курс Вильгельма II основывался на прусском милитаризме, которым было поражено юнкерство к востоку от Эльбы, и под влиянием его амбиций в период расцвета империализма был направлен на превращение Германии в мировую державу, которая в середине 1880-х годов уже обзавелась колониями в Африке и Южном Тихом океане. Вильгельм увлекался морским флотом и стремился максимально укрепить его и тем самым морское влияние Германии под лозунгом «Наше будущее лежит на морях». Любовь кайзера к морскому флоту нашла отражение в повседневной жизни Германии: вплоть до середины XX века немецких мальчиков одевали в матросские костюмчики, с самого раннего возраста прививая им уважение к морскому флоту.
Термин «вильгельминизм» также применяется в культурно-историческом аспекте к преобладавшим в этот период стилистическим направлениям в изобразительном искусстве и архитектуре. Вильгельминистский стиль в архитектуре в основном соответствует необарокко. Архитектура вильгельминизма была исключительно представительной и была призвана отразить имперские притязания на власть кайзеровской Германии. Ярким примером помпезного вильгельмовского необарокко является аллея Победы в Берлине, прозванная язвительными берлинцами «кукольной аллеей». Вильгельминистский стиль провозгласил классицистскую строгость главным принципом крупных сооружений общественного назначения: зданий судов, почтамтов, вокзалов имперского значения и других зданий. Например, здание военно-морского училища во Фленсбурге, построенное в 1907 году Адальбертом Кельмом в стиле северогерманской кирпичной готики, также является примером вильгельминистской архитектуры. В литературе на эпоху Вильгельма II пришёлся расцвет так называемого хайматкунста, «отечественного искусства». Сатирическое изображение эпохи вильгельминизма обнаруживается в романе «Верноподданный» Генриха Манна.